# 布施川ダム
布施川ダム（ふせがわダム）は、富山県黒部市、二級河川・片貝川水系布施川に建設された。布施川総合開発事業の一環として建設された洪水調節、農地の灌漑を主な目的とした流水の正常な機能の維持、消流雪用水の確保のための多目的ダムで、型式は中央コア型ロックフィルダムである。

## 概要
富山県黒部市福平から僧ヶ岳に向かう林道をすすんだ谷に作られたダムである。建設途中で地質が予想より弱かったために施設の一部の工事が遅れた。小規模なダムだが、これにより大雨のたびに川が堤防を越えるようなことがなくなり、渇水期の農業用水の不足の心配もなくなった。事前に計画された付帯事業で一部未完成なものは流水消雪設備である。
農業用水としての供給先は、黒部市 東布施地区、石田地区と魚津市 西布施地区、蛇田地区などである。
ダム湖の名称は『布施のみどり湖』で、1993年（平成5年）3月22日に湖名碑が除幕された。

## 沿革
布施川の改修工事は、1933年（昭和8年）から1942年（昭和17年）の間に河口を一部改修したのが最初である。1952年（昭和27年）7月1日の洪水の後、1953年（昭和28年）から1960年（昭和35年）にかけて黒部市中陣地先より延長8,236mを改修する災害復旧助成事業が始まった。
その後度々洪水被害が発生したため1968年（昭和43年）度からは片貝川合流点から中陣地先までの延長5,454.2mを改修する中小河川改修事業が開始されていたが1969年（昭和44年）に洪水被害を受け、事業の見直しが行われた。そこで、ダムによる洪水調節を行うと同時に、既得用水の補給、消流雪用水を確保することが計画された。
1970年（昭和45年）4月から実施調査が始まり、1979年（昭和54年）4月に工事用道路の工事が着手、同年10月に布施川ダム建設事務所が黒部市牧野に新築、1982年（昭和57年）に用地補償完了、1985年（昭和60年）6月にダム工事着工、同年11月5日に起工式が行われ、1991年（平成3年）3月10日に本体盛立完成し、同年12月3日にダム本体および堤体付属設備の工事がほぼ完了、1992年（平成4年）8月21日に竣工式が行われた。

## 関係施設
布施川の農業利用には地元の東布施土地改良区など複数の土地改良区が関係している。布施川からの農業用水への取り入れ口としては笠破頭首工が新しく作られ、それまでの各地区の水門は廃止された。ダム建設は下流の圃場整備、農業用水路整備事業と関連しながら行われ、三つはリンクして水の有効利用が図られている。

## 特徴
ダムの使用目的のための大きな放流ゲートが目立つ。
消流雪用水目的のダムは珍しいといわれているが、富山県ではほかに境川ダム、城端ダム（山田川）、久婦須川ダムがある。流水の正常な機能の維持の目的の一つは、布施川では鮎などの漁業権が存在する(既得水利)ため、流量が必要だからである。

## エピソード
完成時には下流域住民による獅子舞が舞われ、ダム湖に鯉が放流された。
また、その年は歴史的な渇水の夏であったため流域では放水が待たれた。稲作に影響が出るぎりぎりの時期に放水が間に合った。

## 自然
樹木・草木が多く見られるほか、野鳥の観察に適している。ダムに流れ込む布施川は清流であり、水生動物の観察会なども行われる。管理事務所周辺の崖や道路の壁には化石が見られる。

## 観光
周囲は自然にあふれていて、ダム建設の付随施設として公園、管理事務所、公衆トイレ、資料館がある。訪れる人は少ないが知る人ぞ知る憩いの場となっている。
ウィークデーで管理棟に管理者がいる場合は、資料館を見せてもらうことができる。

## ギャラリー

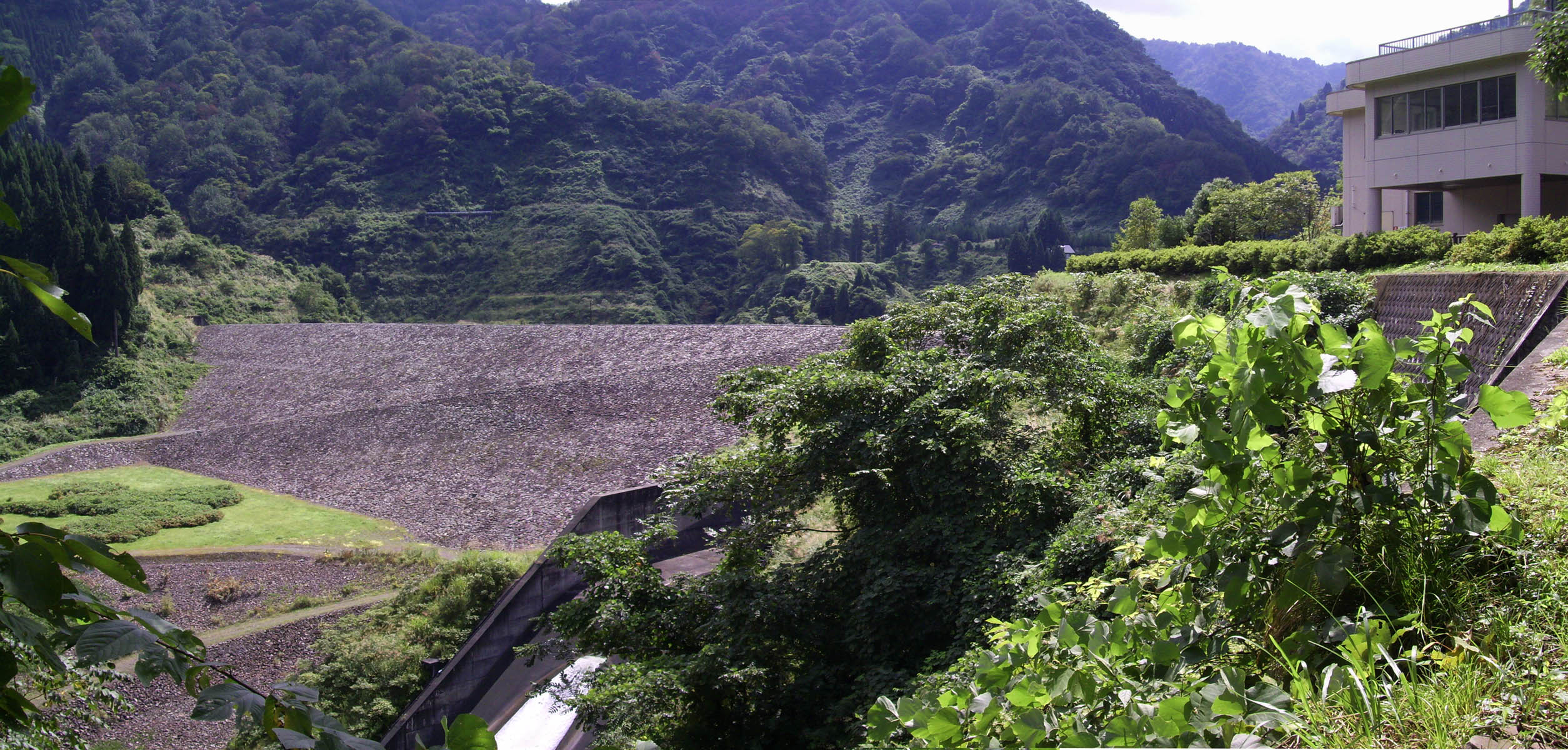
布施川ダム全景
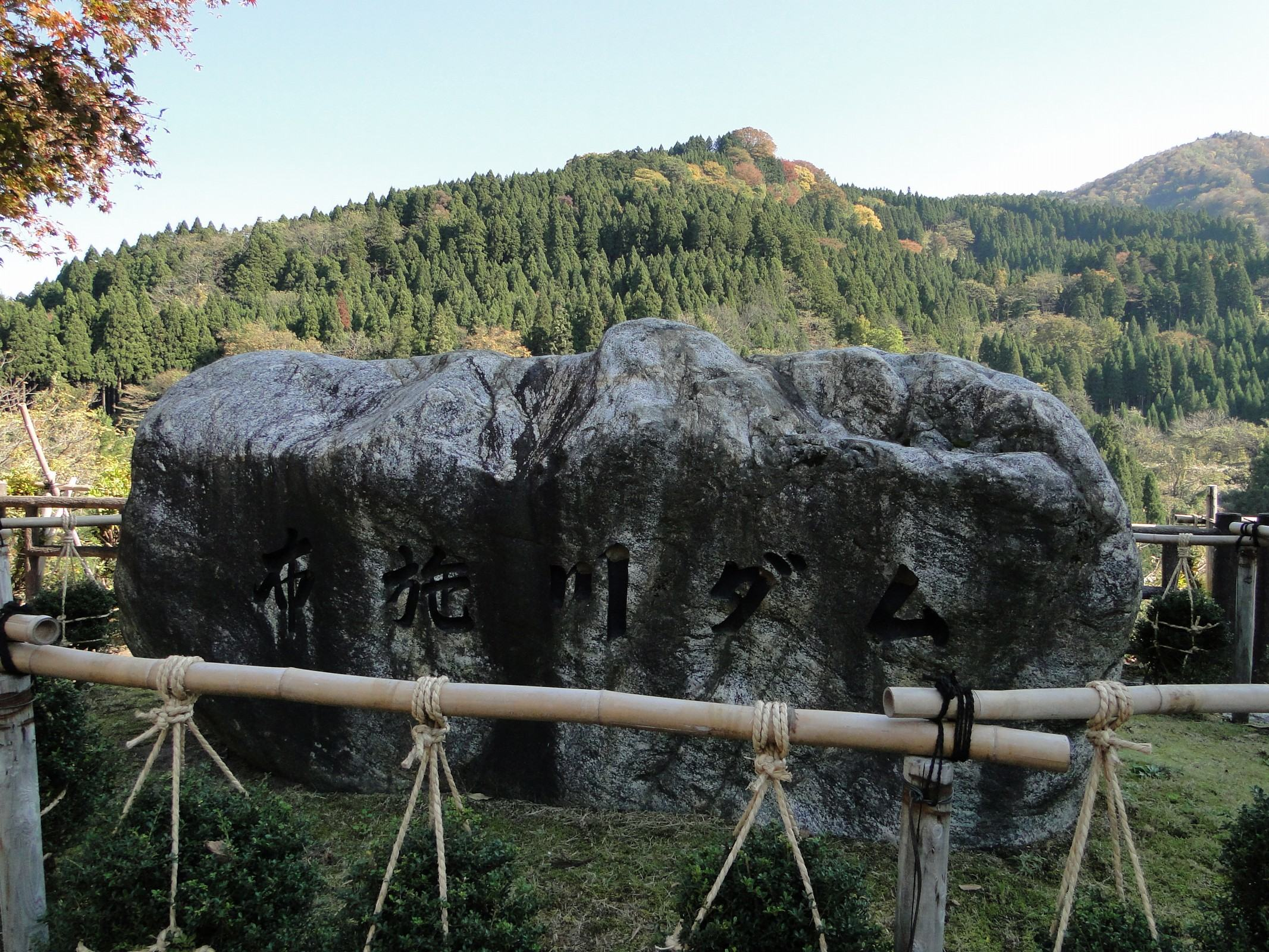
布施川ダム　標石
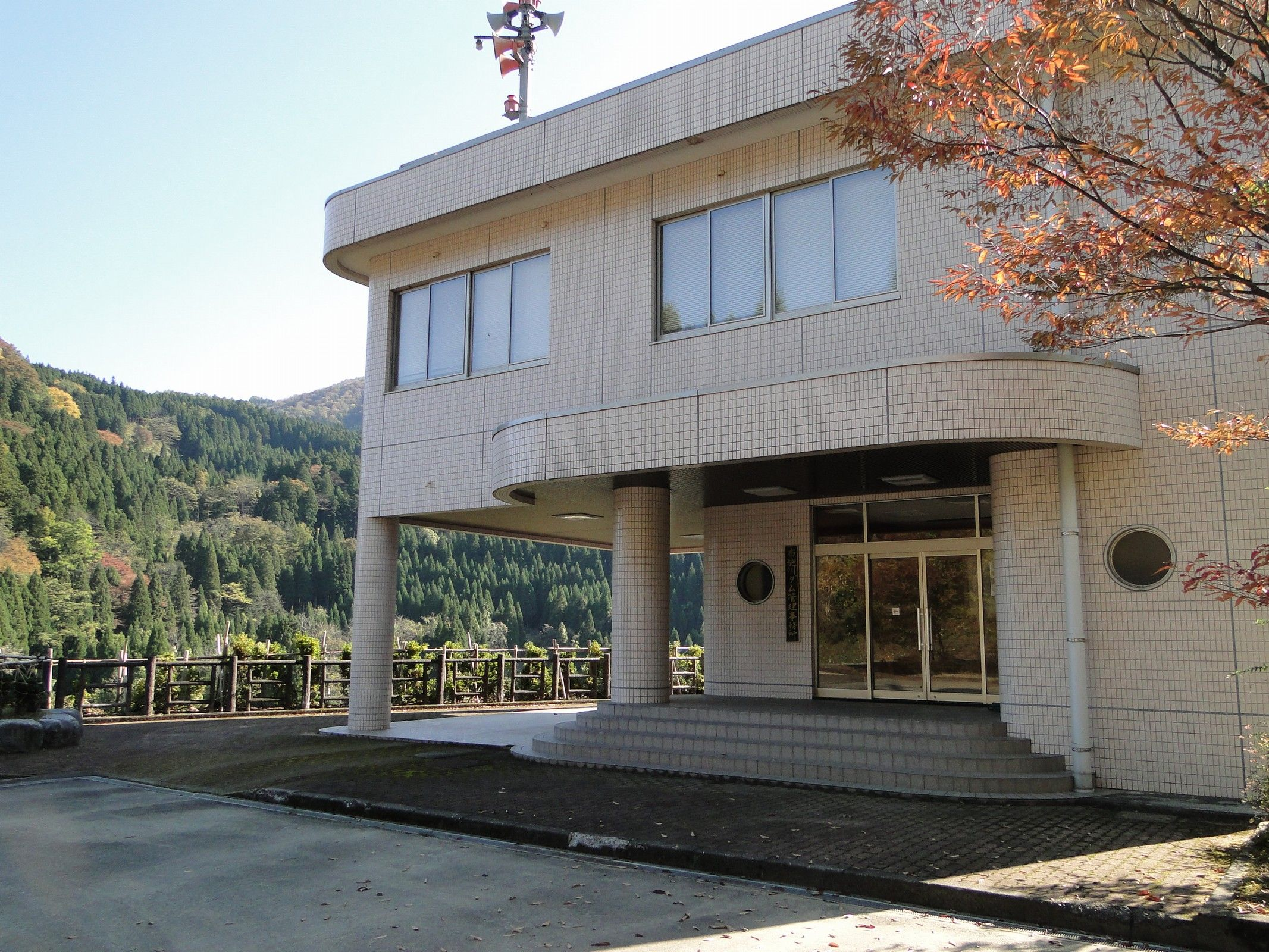
布施川ダム管理事務所
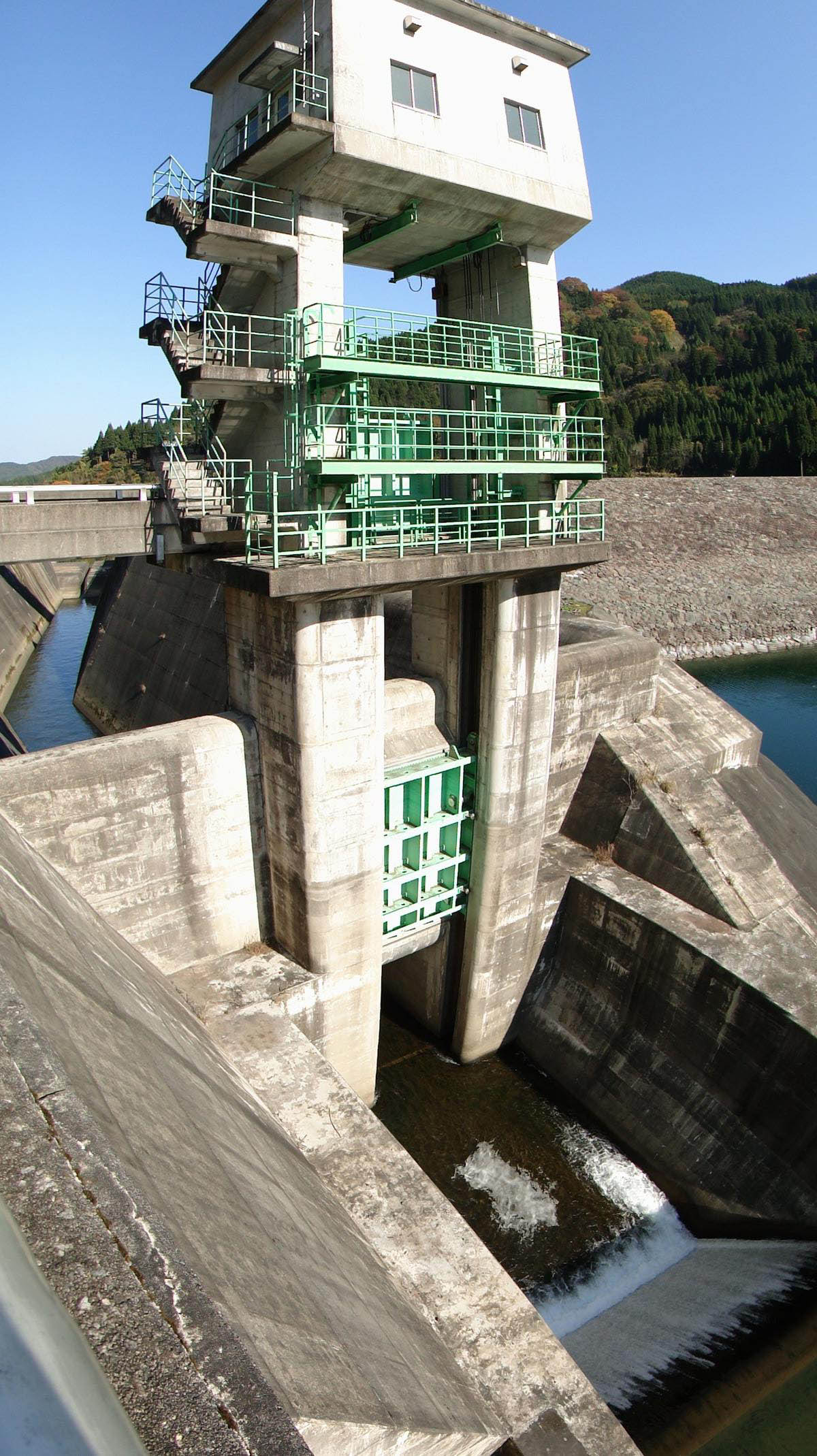
佐藤鉄工製ゲート　常用洪水吐　導流路
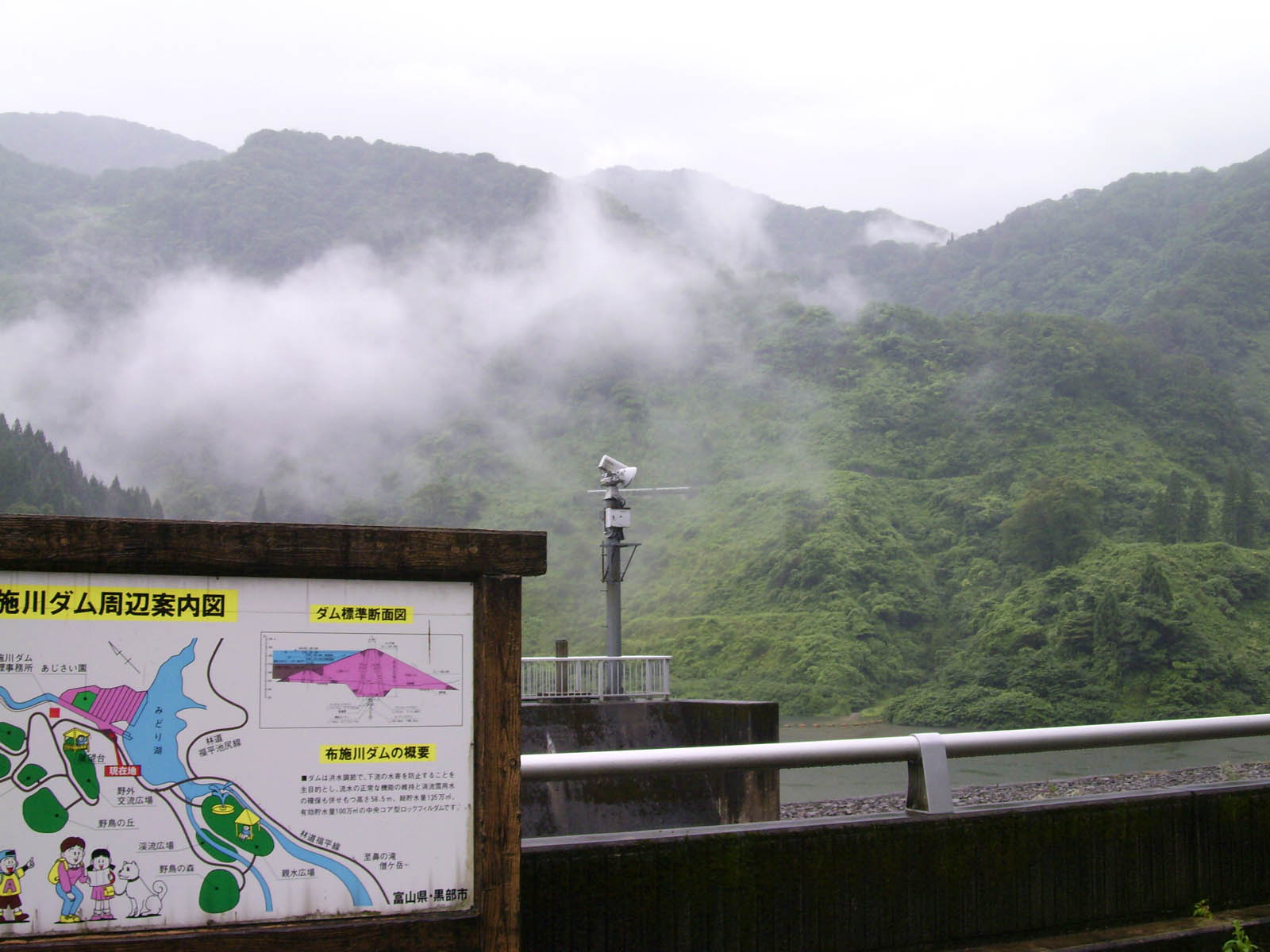
案内板周辺は落石に注意
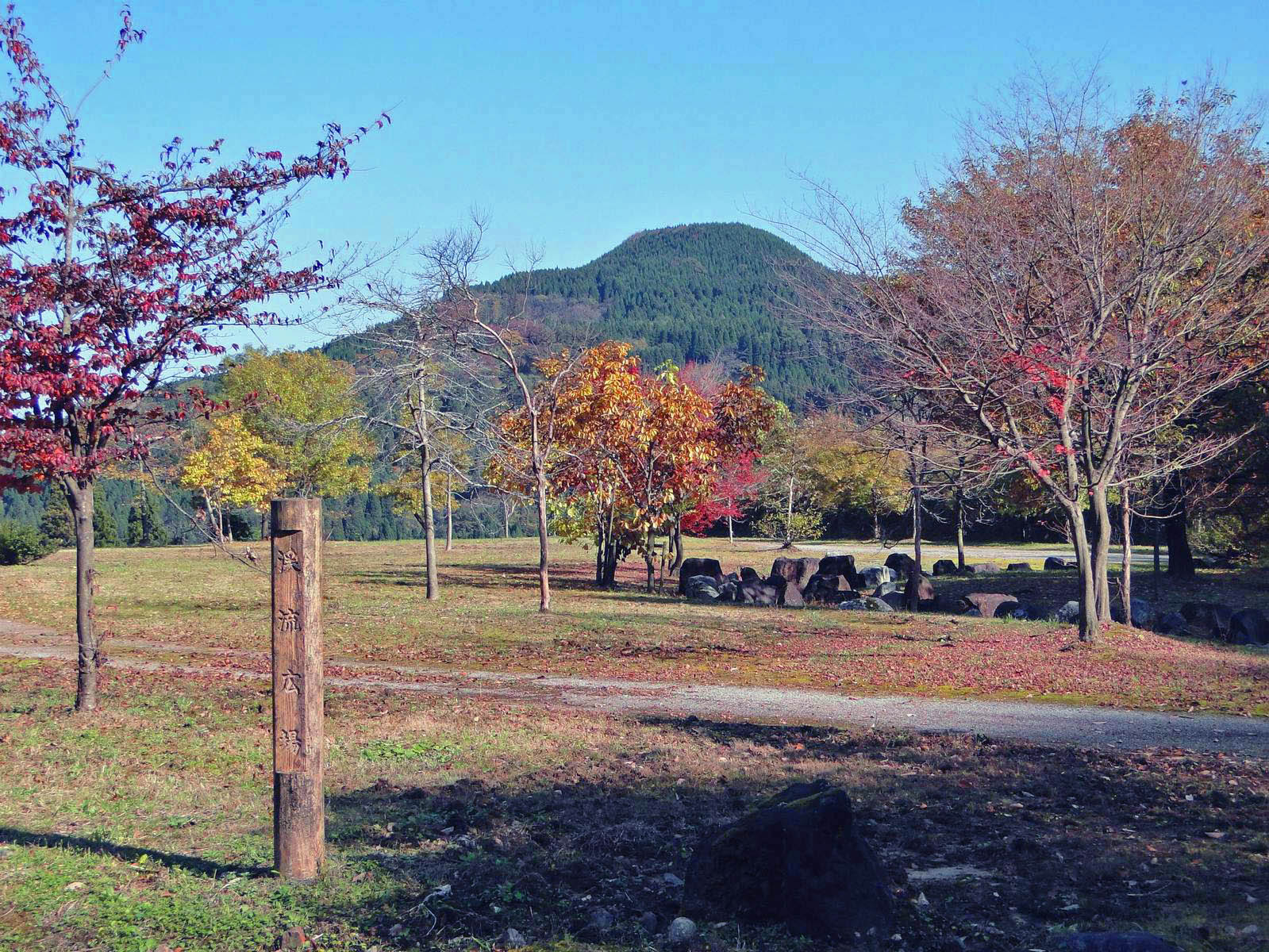
絵葉書のような渓流広場
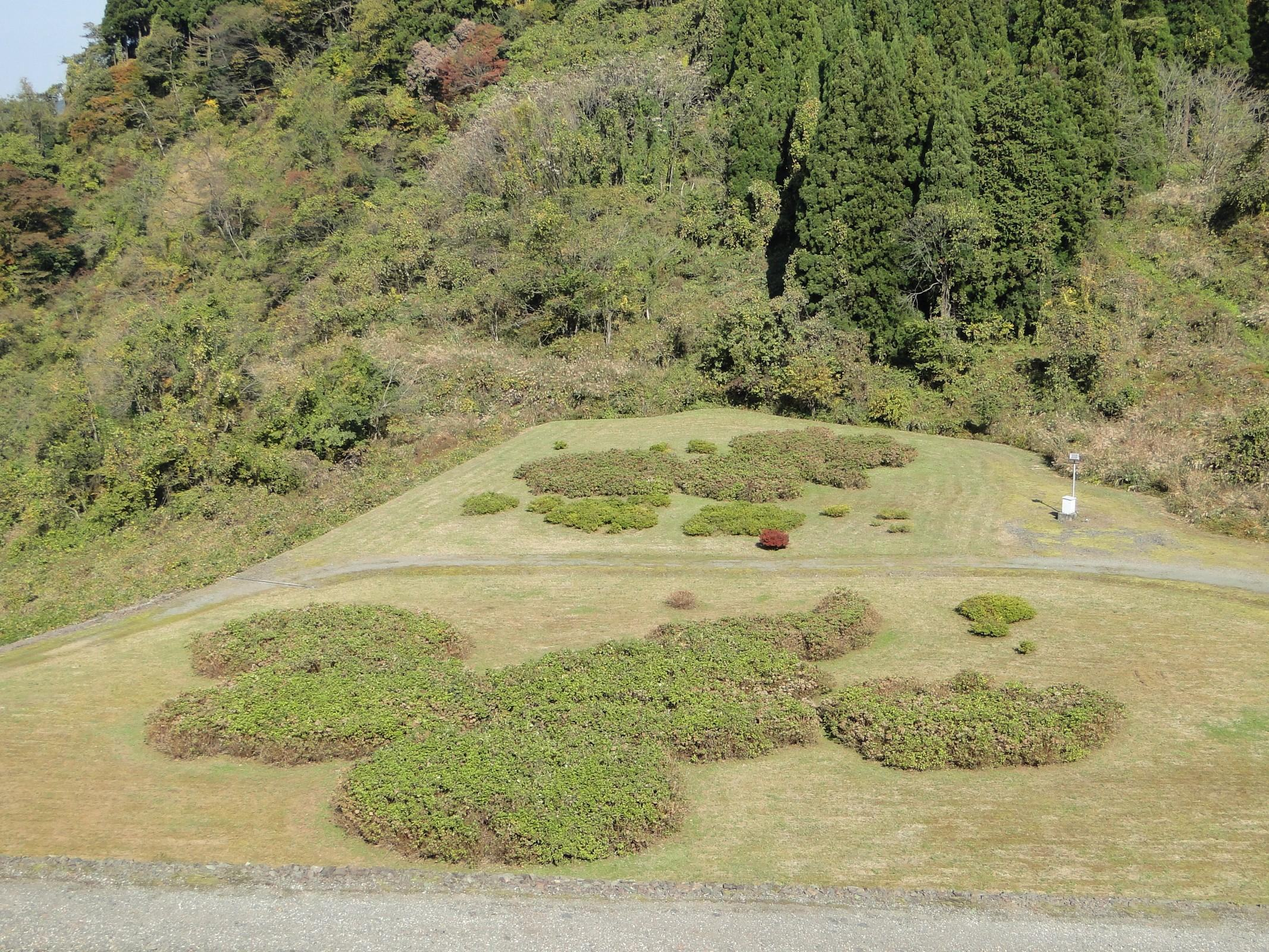
雪折れと増殖で変化したあじさい園
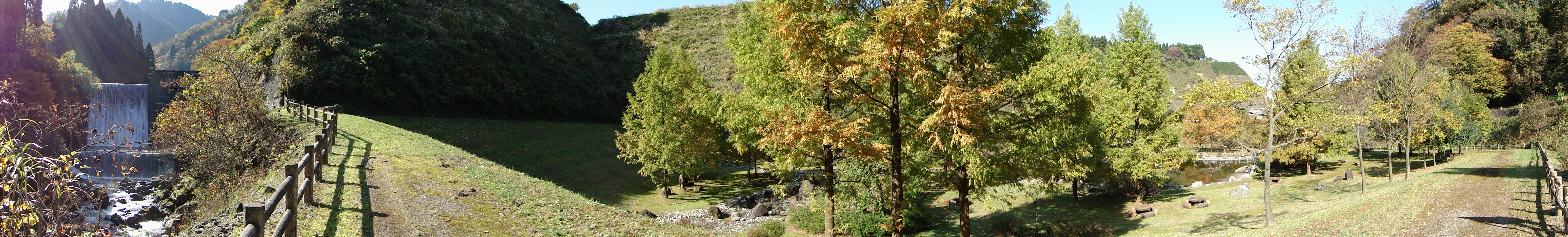
本流砂防堰堤と親水広場